# Entente urbaine de football de Boma
L’Entente urbaine de football de Boma (E.U.F.B) est la ligue de football de haut niveau de la ville de Boma. Chaque année, des clubs de l’E.U.F.B sont relégués vers l'Entente urbaine de football de Boma D2, et les promus montent en LIFKOCE. Cette ligue fait partie de la Fédération congolaise de football association (FECOFA).
En 2012, l’E.U.F.B devient une 3e Division, à la suite de la création d’une 1re Division répartie en 3 groupes. En 2018, l’E.U.F.B devient une 4e Division, à la suite de la création d’une 2e Division répartie en 3 groupes.

## Controverse
Les sportifs bomatraciens sont aux abois, en effet, depuis 2014, la ville de Boma est dépourvue d'un stade de football. Celui qui existait jadis, le Stade SOCOL, a été détruit sur ordre du gouverneur de la province du Kongo Central, dans le but d'en construire un autre, moderne celui-là et qui, finalement, s'appellerait « Stade Président Joseph Kasa-Vubu ».
À partir de 2014, l'Entente urbaine de football de Boma et le bureau urbain des Sports organisent les championnats sur un terrain de fortune : le Terrain de l'IBM. Une propriété des Écoles Conventionnées Catholiques située dans la commune de Nzadi. Il est nu comme un ver de terre, et ne permet pas de réaliser des recettes pouvant permettre aux dirigeants et clubs de pouvoir vivre correctement.

## Palmarès
- 2004 : AS Vuvu [3]

## Meilleurs joueurs
- 2018 : Lako Namputu[4]